# El Gran Cabildo
El Gran Cabildo es el nombre que recibió una masiva reunión de ciudadanos de las ciudades bolivianas de La Paz y El Alto, en el departamento de La Paz, realizada el 22 de julio de 2007, donde aproximadamente 2 millones de habitantes de la ciudad de La Paz y El Alto refrendaron la permanencia de la sede de gobierno en esta ciudad.

## Antecedentes
Tras la Guerra federal de 1898 - 1899, La Paz usurpó la sede de gobierno (poderes Ejecutivo y Legislativo), convirtiéndose así en sede política de facto en la administración nacional. La contienda enfrentó a Liberales del norte, contra Conservadores del sur que querían que la Sede de Gobierno se quede en Sucre. Esta situación quedó establecida el 25 de octubre de 1899, fecha en la que el general José Manuel Pando asumió la presidencia de la República a raíz del triunfo de la Revolución Federal.

## Capitalía
Durante el proceso de escribir una nueva Constitución Política para Bolivia y como medida de protesta, la Junta Autonómica Democrática de Bolivia, integrada por los departamentos de Santa Cruz, Tarija, Beni y Pando, todos ellos gobernados por opositores al presidente Evo Morales, suscribió a mediados de abril de 2007 un documento que respalda a Sucre para que vuelva a ejercer la capitalidad plena del país. Gracias al apoyo popular que Junta Autonómica Democrática de Bolivia poseía, el tema se definió como prioridad en la agenda nacional. Esto llevó a las autoridades del Departamento de La Paz y al Gobierno Autónomo Municipal de La Paz en la persona de Juan del Granado: alcalde paceño, a tomar acción y llamar al Cabildo.

## El Gran Cabildo
El 22 de julio de 2007 se llevó a cabo en El Gran Cabildo, donde aproximadamente 2 millones de habitantes de la ciudad de La Paz, El Alto y del Departamento de La Paz, bajo el grito de “la sede no se mueve”, los ciudadanos refrendaron la permanencia de La Paz como la sede de gobierno de Bolivia. El acto principal contó con oradores de la ciudad de La Paz y El Alto. El éxito de la medida fue tan grande que el tema de la Capitalía, fue retirado totalmente de la agenda política boliviana, manteniéndose a la Ciudad de La Paz como la sede de gobierno de Bolivia.